# ابوبکر یقین
ابوبکر یقین یکی از شاعران معاصر افغانستان است.
ابوبکر یقین فرزند ملاسکندر در زمستان سال۱۳۳۲ خورشیدی در روستای سروستان از توابع ولایت هرات دیده به دنیا گشود.
مقدمات علوم دینی را در مسجد جامع روستای سروستان و مقدمات علوم ادبی را نزد مادرش (قریش) که یکی از بانوان باسواد آن روستا بود، فراگرفت.

## آثار
ابوبکر یقین یکی از شاعران شناخته شده هرات است که در قالبهای قصیده، غزل، رباعی، مثنوی و مخمس شعر سروده و اشعارش در اکثر روزنامه هاو مجلات خارج و داخل افغانستان به چاپ رسیده است.
از آثار شعری ابوبکر یقین می‌توان از کتاب (مثنوی منظوم تاریخ کهن آریانا) نام برد که در دهه ۶۰ خورشیدی منظوم شده است. کتاب دیگر ابوبکر یقین زیر نام تخمیس غزلیات حافظ است که در سال ۱۳۸۵ خورشیدی از طریق نشر زیتون در تهران به چاپ رسیده است. از آثار دیگر ابوبکر یقین «مجموعه غزلیات» اوست که هم‌اکنون آماده چاپ است.
از ابوبکر یقین دو مثنوی دیگر به نام‌های «لیلی و مجنون» و «مثنوی «یوسف و زلیخا» درمطبعه دولتی هرات در سال ۱۳۸۹ خورشیدی به چاپ رسیده است. برای معلومات بیشتر دربارهٔ ابوبکر یقین و سبک شعری وی می‌توان به مقدمه و تقریظ‌های آن دو کتاب مراجعه کرد که تقریظ نخست به قلم استاد غلام نبی یقین رئیس تربیه معلم هرات و تقریظ دومی به قلم استاد فریور نگارش یافته است.